# William F. C. Nindemann
William Friedrich Carl Nindemann (en allemand Wilhelm Friedrich Carl Nindemann), né le 22 avril 1850 à Gingst et mort le 6 mai 1913 à Hollis (Queens), est un explorateur allemand, ayant servi dans la marine américaine.

## Biographie
Diplômé de l'école publique de Gingst en 1865, il arrive à New York en 1867, comme quartier-maître d'un yacht. Il s'engage ensuite sur le Polaris parti de New London le 3 juillet 1871 pour une expédition dans l'Arctique. Le 15 juillet 1872, l'équipage du navire reçoit l'ordre de débarquer des vivres mais, entretemps, le 15 octobre, la banquise se brise. Nindemann et dix-huit autres hommes se retrouvent isolés sur des glaces dérivantes. Cette dérive vers le Sud durera 196 jours avant que le navire à vapeur USS Tigress ne recueille les naufragés le 29 avril 1873.
De retour à Washington D. C., Nindemann se porte volontaire sur la Tigress pour partir à la recherche du Polaris et reste sur ce bâtiment jusqu'en octobre 1873. Il s'engage alors sur l'USS Jeannette dont le but est d'atteindre le pôle Nord.
Après le naufrage, membre de l'embarcation du capitaine De Long après la séparation en trois groupes durant une tempête, étant un des hommes les moins affaiblis, il est envoyé par celui-ci, le 9 octobre 1881, en compagnie de Louis P. Noros, pour tenter de trouver de l'aide sur la côte nord de la Sibérie. Les deux hommes errent jusqu'au 21 octobre avant d'être recueillis par un indigène qui les conduit à Kumak Surka, où ils apprennent que George W. Melville a survécu. Il lui envoie un message. Celui-ci les rejoint à Bulun. Melville, James H. Bartlett et Nindemann vont alors explorer le delta de la Léna pour essayer d'y retrouver des traces de De Long. Le 15 mars 1882, ils découvrent les corps du capitaine et ses compagnons.
En 1890, Nindemann reçoit la médaille Jeannette en or pour ses exploits.
Pendant la guerre russo-japonaise, il sert dans la Classe Holland puis participe à la guerre hispano-américaine.
Par ailleurs, Nindemann est l'inventeur d'une pince pour la gaffe des navires gréés à l'avant et à l'arrière dont il a déposé le brevet en 1883. On lui doit aussi un pamphlet intitulé Eines deutschen Matrosen Nordpolfahrten (Voyage d'un marin allemand au pôle Nord), publié par Karl Knortz (en) à Zurich en 1885.